# Resolució 1697 del Consell de Seguretat de les Nacions Unides
La Resolució 1697 del Consell de Seguretat de les Nacions Unides fou adoptada per unanimitat el 31 de juliol de 2006. Després de recordar les resolucions anteriors sobre Israel i el Líban, incloses les resolucions 425 (1978), 426 (1978) i 1655 (2005), el Consell va estendre el mandat de la Força Provisional de les Nacions Unides al Líban (UNIFIL) durant un mes més fins al 31 d'agost de 2006.

## Detalls
El llenguatge de la resolució demanant el respecte a la Força Provisional va ser en resposta a la preocupació permanent per la seva seguretat, especialment de les hostilitats de la regió a causa del  conflicte entre Israel i el Líban al llarg de la frontera, des del 12 de juliol de 2006.
El Consell va reconèixer una petició del govern del Líban per estendre la UNIFIL durant sis mesos més, però donades les observacions del Secretari General Kofi Annan en el seu informe sobre les contínues hostilitats, el seu mandat només es va renovar durant un mes, pendent de la consideració d'opcions futures per al Sud del Líban.
Mentrestant es va instar a ambdues parts a evitar accions que poguessin posar en perill el personal de la UNIFIL, i va demanar a Israel i al Líban que iniciessin l'operació de reabastiment de les seves posicions i adoptessin altres mesures que es consideressin necessàries per protegir la Força Provisional.